# Agata Yi So-sa
Św. Agata Yi So-sa (kor. 이소사 아가타) (ur. 1784 w Kuwul niedaleko Inczon, Korea, zm. 24 maja 1839 w Seulu) – męczennica, święta Kościoła katolickiego.

## Życiorys
Jej ojciec nie był katolikiem, a matka chociaż była katechumenem słabo rozumiała katechizm. W wieku 17 lat Agata Yi So-sa została wydana za mąż. Nie miała dzieci i odczuwała pustkę w swoim życiu. Dwa lata po jej ślubie urodził się jej młodszy brat Ho-yŏng, który stał się dla niej źródłem radości. Rok później zmarł jej mąż. Po tym opuściła dom niekatolickiej rodziny męża i powróciła do domu rodziców. Po śmierci ojca jej życie stało się trudne. Żyła w biedzie, a ponadto musiała troszczyć się o matkę i małego brata. Agata Yi So-sa zgłębiała doktrynę katolicką i uczyła jej również brata. Podczas prześladowań katolików została aresztowana razem z bratem Piotrem Yi Ho-yŏng w lutym 1835 r. Torturowano ją, żeby wyrzekła się wiary i wydała innych chrześcijan. Została ścięta 24 maja 1839 w Seulu w miejscu straceń za Małą Zachodnią Bramą razem z 8 innymi katolikami (Magdaleną Kim Ŏb-i, Anną Pak A-gi, Agatą Kim A-gi, Augustynem Yi Kwang-hŏn, Barbarą Han A-gi, Łucją Pak Hŭi-sun, Damianem Nam Myŏng-hyŏg i Piotrem Kwŏn Tŭg-in).

## Dzień obchodów
20 września (w grupie 103 męczenników koreańskich).

## Proces beatyfikacyjny i kanonizacyjny
Beatyfikowana 5 lipca 1925 przez Piusa XI, kanonizowana 6 maja 1984 przez Jana Pawła II w grupie 103 męczenników koreańskich.